# ヒラビー山
ヒラビー山（英語、Mount Hillaby）とは、大西洋の西端部に存在する、バルバドス島における最高峰である。ただ最高峰とは言え、山頂の標高は340m程度でしかないという、低くて小さな山である。

## 概要
ヒラビー山は、おおよそ北緯13度12分39秒、西経59度34分56秒付近に位置し、ここはバルバドスに属しており、ちょうどバルバドス島の中央付近に当たる

。
この山も含めた周辺地域は、今から約3000万年から5000万年前に形成されたと考えられている、泥岩や砂岩やチャートに火山灰や火山弾が混じって固まってできた堆積岩できている

。
この辺りの堆積岩は侵食が進んでおり

、この山の山頂の標高も、約340m程度でしかない

。
しかし、この程度の標高でありながら、この山はバルバドスにおける最高峰である

。
なお、この山の東側斜面にはホワイトヒル（White Hill）と呼ばれている場所があり、比較的傾斜が急である。これに対して、山の西側は特に傾斜が緩やかであり、この西側斜面に、山頂へと続いている登山道が整備されている。